# 顕教
顕教（けんぎょう）とは、仏教の中で、秘密にせず、公然に（明らかに）説かれた教えのこと。密教の反対語（対義語）。真言宗の開祖である空海が、密教が勝れているという優位性の観点から分類した教相判釈の一つである。
空海は、顕教と密教を次のように区別した。
顕教
衆生を教化するために姿を示現した釈迦如来が、秘密にすることなく明らかに説き顕した教え。
密教
真理そのものの姿で容易に現れない大日如来が説いた教えで、その奥深い教えである故に容易に明らかにできない秘密の教え。
空海の解釈では、経典をそれぞれ次のように位置づけた。
- 顕教の経典 - 『華厳経』・『法華経』・『般若経』（一部を除く）・『涅槃経』など。
- 密教の経典 - 『大日経』・『金剛頂経』・『理趣経』など。

最澄や弟子円仁らは、中国の天台宗とは趣を異にした日本独自の天台教学の確立を目ざし、『法華経』を核にし、他の仏教の経典を包摂しようと試みた四宗兼学という立場から、円密一致を説いている。